# 进攻组
進攻組(英語：Offense)，是美式足球與加拿大式足球的一個球員分類。
一般而言，進攻組球員兼負著在比賽中突破對手防線與達陣得分的任務。但實際比賽裡，由防守組與特勤組得分的情況並不在少數(防守組可藉由攔截後回跑達陣，特勤組接到棄踢、開球後向前達陣)。
籃球或是冰球等運動在比賽中，攻防交換是十分迅速的，不會明顯區分何謂進攻組與防守組。但在美式足球中，由於規則規定每個隊都可以在一檔攻防結束後不限制的更換球員，因此進攻組與防守組往往是完全不同的兩批人。

## 外部連結
- Sports Illustrated's 10 Best Journeymen （页面存档备份，存于）（英文）
- Best Offenses for Youth Football （页面存档备份，存于）（英文）